# Tsukasa Morimoto
Tsukasa Morimoto (født 24. juni 1988) er en japansk professionel fodboldspiller.
Han har spillet for flere forskellige klubber i sin karriere, herunder Sagan Tosu, Yokohama FC og SC Sagamihara.